# Scopulophila parryi
Scopulophila parryi là loài thực vật có hoa thuộc họ Cẩm chướng. Loài này được (Hemsl.) I.M. Johnst. miêu tả khoa học đầu tiên năm 1940.